# تفکیک کایرال
تفکیک کایرال(به انگلیسی: Chiral resolution) در شیمی فضایی فرایندی برای جداسازی ترکیبات مخلوط راسمیک به انانتیومرهای آن‌ها است. این روش در تولید داروهای فعال نوری از اهمیت بالایی برخوردار است.